# Terre Alfieri
Terre Alfieri è una DOCG riservata ad alcuni vini la cui produzione è consentita nelle province di Asti e di Cuneo.

## Zona di produzione
La zona di produzione comprende l'intero territorio dei comuni di Antignano, Celle Enomondo, Cisterna d’Asti, Revigliasco, San Damiano, San Martino Alfieri, Tigliole in provincia di Asti e parte dei comuni di Castellinaldo, Govone, Magliano Alfieri e Priocca in provincia di Cuneo 
.

## Tecniche di produzione
Le operazioni di vinificazione possono essere effettuate nelle intere province di Asti e Cuneo.

La scelta vendemmiale dell'Arneis è consentita soltanto verso le DOC Monferrato bianco in provincia di Asti e Langhe Arneis in provincia di Cuneo.

La scelta vendemmiale del Nebbiolo è consentita soltanto verso le DOC Monferrato rosso in provincia di Asti e Langhe Nebbiolo in provincia di Cuneo.

Il periodo minimo di invecchiamento deve durare almeno fino al 1º marzo dell'anno successivo alla vendemmia.

È obbligatoria l'indicazione dell'annata di produzione delle uve per tutte le tipologie.

## Disciplinare
La DOC Terre Alfieri è stata istituita con DM 04.09.2009 pubblicato sulla Gazzetta Ufficiale n. 220 del 22.09.2009
 Successivamente è stato modificato con 
- DM 08.10.2009 - GU 245-21.10.2009 (rettifica)
- DM 30.11.2011 GU 295-20.12.2011
- La versione in vigore è stata approvata con D.M. 07.03.2014 pubblicato sul sito ufficiale del Mipaaf[1]

## Tipologie

### Arneis
È prevista la menzione vigna.
|                                | Arneis            | Vigna             |
| uvaggio                        | Arneis minimo 85% | Arneis minimo 85% |
| titolo alcolometrico minimo    | 11,50% vol.       | 12,00 % vol.      |
| acidità totale minima          | 5,0 g/l.          | 5,0 g/l.          |
| estratto secco minimo          | 15,0 g/l          | 17,0 g/l.         |
| resa massima di uva per ettaro | 100 q.            | 90 q.             |
| resa massima di uva in vino    | 70%               | 70%               |

### Nebbiolo
È prevista la menzione vigna.
|                                | Nebbiolo            | Vigna               |
| uvaggio                        | Nebbiolo minimo 85% | Nebbiolo minimo 85% |
| titolo alcolometrico minimo    | 12,50% vol.         | 13,00% vol.         |
| acidità totale minima          | 4,5 g/l.            | 4,5 g/l.            |
| estratto secco minimo          | 22,0 g/l            | 23,0 g/l.           |
| resa massima di uva per ettaro | 85 q.               | 75 q.               |
| resa massima di uva in vino    | 70%                 | 70%                 |